# Zgromadzenie Reprezentantów (Wolne Miasto Kraków)
Zgromadzenie Reprezentantów (niekiedy także Sejm Wolnego Miasta Krakowa, Izba Reprezentantów) – organ przedstawicielski istniejący w Rzeczypospolitej Krakowskiej w latach 1815–1846.
Zgromadzenie zostało utworzone na mocy postanowień konstytucji Rzeczypospolitej Krakowskiej z 1815 r. Składało się początkowo z 41 członków: 26 wybieranych w gminach (17 okręgowych i 9 w Krakowie, wyłączone zostały z tego dwie gminy obejmujące miasto żydowskie na Kazimierzu), 3 delegowanych członków Senatu Rządzącego, 3 delegowanych przez kapitułę krakowską, 3 delegowanych przez krakowski uniwersytet i 6 sędziów pokoju. Możliwość bycia wybranym do Zgromadzenia ograniczał cenzus wykształcenia i majątku. Czynne prawo wyborcze także było ograniczone: posiadali je m.in. członkowie duchowieństwa świeckiego i uniwersytetu, właściciele nieruchomości płacący odpowiednio wysoki podatek gruntowy, bogatsi przedsiębiorcy i kupcy, artyści i nauczyciele.
Sesje sejmowe odbywały się raz w roku. Posiadał on stosunkowo niewielkie kompetencje: uchwalane przezeń akty prawa podlegały zatwierdzeniu Senatu Rządzącego, nie miał też inicjatywy ustawodawczej (projekty aktów prawa składał Senat Rządzący). Ponadto zajmował się nominacjami na niektóre stanowiska sądowe i administracyjne (w tym wybierał część członków Senatu Rządzącego) oraz sprawami majątkowymi.
W 1833 r. na mocy nowej konstytucji zmniejszony został skład Sejmu (do 30 członków) oraz jeszcze mocniej uzależniono go od Senatu Rządzącego. M.in. ustalono, że będzie się zbierał tylko raz na trzy lata, a przebieg obrad będzie tajny. Stopniowo pozbawiono go też prawa wyboru członków Senatu Rządzącego. W 1842 r. ponownie ograniczono liczbę członków izby (do 20), a jego zwoływanie uzależniono wyłącznie od woli dworów opiekuńczych. Odebrano mu też prawo do zmiany przedkładanych mu projektów senackich oraz obrad nad sprawami innymi, niż wniesione przez Senat. Ostatni raz Zgromadzenie zebrało się w 1844 r.